# Remus (Name)
Remus ist ein Familienname und ein männlicher Vorname.

## Herkunft
Der Name stammt vom einen der beiden mythischen Gründern der Stadt Rom, siehe Romulus und Remus.

## Namensträger

### Familienname
- Alexander Remus (1887–1964), deutscher Generalarzt
- Dana Remus, US-amerikanische Rechtsberaterin des Präsidenten
- Dieter Remus (1950–2022), deutscher Richter
- Dirk Müller-Remus (* 1957), deutscher Manager, Gründer der Firmen auticon und Diversicon
- George Remus (1874–1952), US-amerikanischer Rechtsanwalt und Schwarzbrenner
- Gerhard Remus (1927–2023), deutscher Schauspieler
- Horst Remus (1928–2007), deutscher Informatiker
- Johannes Remus Quietanus (1588–1654), deutscher Astronom, Astrologe, Arzt und Kalendermacher
- Joscha Remus (* 1958), deutscher Schriftsteller und Journalist
- Lutz Remus (* 1960), deutscher Ringer
- Marc Remus (* 1969), deutscher Neo-Pop-Art-Künstler, Maler, Illustrator und Schriftsteller
- Marcel Remus (* 1986), deutscher Unternehmer, Speaker und Autor
- Marco Remus, deutscher DJ und Musikproduzent
- Martinus Remus (1556–1623), reformierter Prediger in Danzig und Umgebung
- Robert Remus (Sgt. Slaughter; * 1948), US-amerikanischer Wrestler
- Ute Remus (* 1941), deutsche Schauspielerin, Radiojournalistin, Vorleserin und Schriftstellerin

### Vorname
- Remus Ghiurițan (* 1919), rumänischer Fußballspieler
- Remus Vlad (* 1946), rumänischer Fußballspieler und -trainer
- Karl Wilhelm Remus von Woyrsch (1814–1899), preußischer Politiker
- Remus von Woyrsch (1847–1920), preußischer Generalfeldmarschall

### Fiktive Person
- Uncle Remus, Titelfigur der Erzählungen von Joel Chandler Harris
- Remus Lupin, eine Figur der Harry-Potter-Romane